# Nordthüringgau

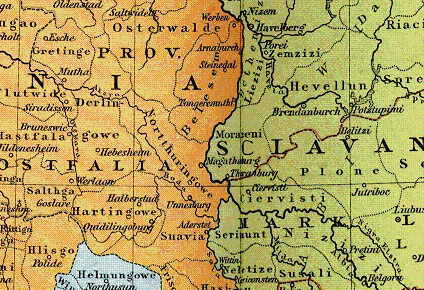
Il Nordthüringgau (Nordthuringowe) intorno all'anno 1000.

Nel Medioevo, il Nordthüringgau (letteralmente in italiano: Gau della Turingia del Nord/settentrionale) era un Gau sassone nell'Ostfalia, a nord della linea Großer Graben-Bode, ad ovest della linea di Elbe-Saale e a sud delle pianure di Ohře e Spetzen. Si estendeva su entrambi i lati del fiume Aller.

## Storia
Al tempo del margravio Gero, che dal 945 governava l'estesa marca orientale sassone (la cosiddetta marca Geronis), il suo parente Odo era Gaugraf nel Nordthüringgau. Cristiano, sposo della sorella di Gero, Hidda, e padre dell'arcivescovo Gero di Colonia e del margravio Tietmaro, è anche menzionato nel 937 come uno dei numerosi conti del Nordthüringgau e della vicina Svevia. Dall'istituzione della marca Geronis, Cristiano divenne conte del Gau Serimunt. Suo figlio Tietmaro ereditò dal prozio Gero gran parte della marca orientale sassone, in particolare l'Hardagau (intorno ad Halberstadt), il Schwabengau e il Nordthüringgau e l'Hassegau. Sposò Suanhilde, una figlia di Ermanno Billung della stirpe dei Billunghi, e nel 976 divenne margravio di Meißen. Tuttavia, dopo la morte di Gero "il Grande" nel 965, l'Ostmark sassone fu sciolto e diviso in cinque unità amministrative (marche) più piccole. L'ultimo conte nel Nordthüringgau fu il nipote di Tietmaro, Tietmaro II. Dopo la sua morte, il Nordthüringgau, insieme al Schwabengau e all'Harzgau, passò al nipote di Odo, Esico di Ballenstedt, il capostipite degli Ascanidi.
Il Nordthüringgau divenne quindi parte della terra ascanide, l'Altmark. Nella sua storia, è stata a volte divisa in due, tre e persino quattro parti. Questi furono aggiunti a vari conti, come l'area di Wolmirstedt ai conti di Falkenstein. Successivamente, il Nordthüringgau divenne parte della marca di Brandenburgo, che fu governato dagli Ascanidi fino al 1320 (vedi: Marca di Brandeburgo sotto gli Ascanidi).

## Distretti limitrofi
A est del Nordthüringgau, l'insediamento slavo iniziò con il Gau Moraciani e Zerwisti a nord sull'Elba e il Gau Zitizi (nel Gau Serimunt) a sud del Saale.
A ovest si univa il Derlingau, lo Schwabengau (dalla Saale) e l'Harzgau a sud.
A nord si estendeva una zona boscosa che era disabitata nei primi tempi storici.
L'area centrale era il paesaggio pre e protostorico tra Nienburg e Althaldensleben.

## Insediamenti
Secondo l'Atlas des Saale- und mittleren Elbegebietes (Atlante della regione della Saale e dell'Elba centrale), i seguenti insediamenti si trovavano nel Nordthüringgau:
Sulla frontiera del Saale (tra Sassoni e Slavi) c'erano i seguenti luoghi (partendo da sud):
- Nienburg (Saale) – (foce del fiume Bod) – Burgward
- Calbe (Saale) – Burgward
- Barby (foce della Saale) – Burgward
- Zeitz (vicino a Barby) – Burgward

Alla frontiera di Bode (tra la Sassonia e Suebi) si trovavano (a partire dalla foce del fiume Bodem):
- Nienburg (Saale) – Burgward
- Rothenförde (Bode)
- Winkeldorf (Bode) (villaggio abbandonato a sud di Unseburg)
- Unseburg (Bode) – Burgward
- Wolmirsleben (Bode)
- Etgersleben (Bode)
- Klein-Oschersleben (Bode)
- Persekendorf

Al confine con l'Harzgau il villaggio era situato a nord del Großer Graben:
- Hamersleben

Al confine con l'Elba (tra Sassoni e gli Slavi) di trovavano (a partire dalla foce del Saale):
- Barby (foce della Saale) – Burgward
- Zeitz (vicino Barby) – Burgward
- Frohse (oggi parte di Schönebeck) – Burgward
- Salbke
- Fermersleben
- Buckau
- Rottersdorf (villaggio abbandonato a sud di Magdeburgo)
- Magdeburg – Burgward
- Frose (a nord della città vecchia di Magdeburgo)
- Insleben (a nord della città vecchia di Magdeburgo)

Sul confine dell'Ohre, verso una vasta area forestale storicamente disabitata tra l'Ohre e il Balsamgau a est sull'Elba e della marca Lipani a nord di Kalbe (Milde) c'erano (a partire dalla foce dell'Ohr):
- Zielitz
- Wuzoboro (villaggio abbandonato a sud di Zielitz)
- Wolmirstedt
- Mose
- Palnitz (villaggio abbandonato all'estremità settentrionale di questa isola di insediamento tra le odierne Angern e Zibbernik)
- Vahlsdorf
- Althaldensleben (vicino a Haldensleben)

A nord-ovest, il confine non era costituito direttamente dall'Ore, ma dalla pianura dello Spetze, un affluente dell'Aller, che si trovava più a sud. Qui si trovavano i seguenti insediamenti (a partire dal corso superiore dello Spetze):
- Stempel (villaggio abbandonato nelle sorgenti del Spetze – vicino a Ivenrode)
- Lemsell
- Flechtingen
- Etingen

A ovest, la parte superiore dell'Aller fino allo Spetze formava il confine dell'insediamento con i seguenti luoghi:
- Seehausen
- Wormsdorf
- Hohendorf (a est di Badeleben)
- Ellersdorf (villaggio abbandonato a sud-est di Badeleben)
- Üplingen
- Ostbadeleben (villaggio abbandonato a est di Badeleben)
- Badeleben
- Hohnsleben
- Offleben (la vicina Schöningen apparteneva già al Deringau)

Le seguenti località erano situati nella zona centrale dell'insediamento (a partire da sud):
- Atzendorf
- Borne
- Bisdorf (Borne)
- Mistede (villaggio abbandonato a sud-ovest di Altenweddingen)
- Schwaneberg (Sülzetal)
- Biere
- Plötz (sud-est di Biere)
- Körlingen (Sülzebach - villaggio abbandonato a nord-ovest di Altenweddingen)
- Altenweddingen (Sülzebach)
- Sülldorf (Sülze)
- Osterweddingen
- Dodendorf (Sülze)
- Sohlen (Sülze)
- Nordgermersleben
- Wanzleben – Burgward
- Abbendorf (villaggio abbandonato a nord di Osterweddingen)
- Abbendorf (villaggio abbandonato a sud-ovest di Benneckenbeck)
- Groß-Ottersleben
- Lemsdorf
- Remkersleben
- Domersleben
- Hohendodeleben
- Dreileben
- Groß-Rodensleben
- Niederndodeleben
- Diesdorf
- Harsdorf (villaggio abbandonato tra Magdeburgo e Diesdorf)
- Leversdorf (villaggio abbandonato a est di Olvenstedt)
- Uhrsleben
- Bornstedt
- Irxleben
- Waterdal (villaggio abbandonato a sud-ovest di Gutenswegen)
- Gutenswegen
- Wiedersdorf (villaggio abbandonato tra Barleben e Ebendorf (Barleben))
- Trumptz (villaggio abbandonato a sud-est di Barleben)
- Barleben
- Emden
- Dönstedt
- Klein-Bregenstedt (a ovest di Bregenstedt)
- Bregenstedt
- Nagorit (villaggio abbandonato a nord di Emden)

## Conti del Nordthüringgau
- Asigo della marca orientale (circa 850–900)
- Teitmaro della marca orientale († 932)
- Gero († 965), 932–937
- Cristiano († 950), 937–944
- Tietmaro I († 978), 944–978

Parte dell'arcidiocesi di Magdeburgo:
- Arcivescovo Giselher († 1004), 981-1004

Parte della marca del Nord:
- Teodorico di Haldensleben († 985), 956–983
- Lotario III di Walbeck († 1003), 993-1003

Parte della marca di Lusazia:
- Odo I († 993), 974–993
- Gero (circa 970–1015), 993–1015
- Tietmaro II (circa 990–1030), 1015–1030

Il Gau Serimunt fu successivamente aggiunto al Nordthüringgau:
- Esico di Ballenstedt (circa 990/1000–1059/1060), 1030–1060
- Adalberto II (circa 1030–1080),  1069–1080